# Плач перепілки
«Плач перепілки» — радянський дев'ятисерійний художній фільм 1990 року, знятий кіностудією «Білорусьфільм».

## Сюжет
За мотивами романів Івана Чигринова «Плач перепілки», «Виправдання крові», «Свої і чужі». Фільм про перші місяці Великої Вітчизняної війни. Герої фільму — веремейківці, жителі невеликого села, що загубилося серед білоруських лісів. Влітку 1941 року відлуння війни докотилося і сюди. Залишене Червоною Армією, але ще не взяте німцями, їх село опинилося на нічийній смузі. Лісовими стежками блукали солдати, намагаючись вийти з оточення, німці гнали полонених в концтабори, в лісових хащах створювалися перші партизанські загони. Це була пора припущень, сумнівів, чуток, смутний час чи то безвладдя, то чи двовладдя. Герої повинні вирішити головне для себе питання — як жити в умовах, що склалися. Кожен знаходить свій шлях, але всі разом вони протистоять смерті і насильству…

## У ролях
- Едуард Горячий — Денис Зазиба
- Валентин Бєлохвостик — Родіон Чубар
- Федір Шмаков — Парфен Вершков
- Тетяна Мархель — Марфа
- В'ячеслав Павлють — Масей
- Світлана Окружна — Анна Карпілова
- Павло Кормунін — Кузьма Прибитков
- Олексій Булдаков — Браво-Животовський
- Павло Дубашинський — Микита Драниця
- Андрій Бубашкін — Роман Сьомочкін
- Геннадій Овсянников — Шарейка
- Августин Милованов — Карханов
- Олександр Аржиловський — Шпакевич
- Олександр Лабуш — Холодилов
- Ігор Ніколаєв — Алесь Астрошаб
- В. Кулешев — Сидор Ровнягін
- Олександр Безпалий — Іван Падерін
- Є. Федоров — Сілка Хрупчик
- Тетяна Ковалевська — Мариля
- Микола Тішечкин — Митрофан Нарчук
- Валерій Філатов — Степан Баранов
- Олег Корчиков — Шашкін
- Юрій Казючиц — Патоля
- Анатолій Терпицький — Севастян Береснєв
- Іван Мацкевич — Пацюпа
- Людмила Разумова — 'Дуня Прокопкіна
- Інна Дубок — Галя Шараховська
- А. Костелєй — Сахвея Меляшонкова
- Світлана Міхалькова — Роза Самусєва
- Валентина Петрачкова — Палага Хохлова
- Тамара Скворцова — Аксюта Жмейдова
- Світлана Дубровіна — Варька Касперукова
- Лідія Мордачова — Анна Подеріна
- Марія Зінкевич — Аксюта Драниця
- Євгенія Ковальова — Куліна Вершкова
- Людмила Писарєва — Гапка Сімукова
- Галина Макарова — Тітчиха
- М. Аксаков — Рахім
- Олександр Подобєд — Андрій Марухін
- Володимир Кулешов — полковий комісар
- Володимир Шелестов — військлікар
- Анатолій Кашкер — Хоня Сіркін
- Андрій Кашкер — син Хоні Сіркіна
- Віктор Шалкевич — Гуфельд
- Ігор Леньов — перекладач
- Віктор Чепелєв — Манько
- Валерій Бондаренко — майор
- Лілія Давидович — дружина Шарейки
- Борис Падва — Філіп
- Андрій Дударенко — Захар Довгаль
- Людмила Корхова — Палага
- Олена Красикова — Аграфена Азарова
- Фома Воронецький — червоноармієць
- Володимир Корпусь — поліцейський
- Юрій Кухарьонок — Чорногузов
- Ростислав Шмирьов — Маштаков
- Віктор Лебедєв — Бриндіков
- Галина Бальчевська — епізод
- Олександр Бережний — епізод
- Л. Бережна — епізод
- Валерій Бусигін — епізод
- А. Бучацька — епізод
- Є. Василевич — епізод
- В. Василевич — епізод
- Галина Вевер — епізод
- Станіслав Вількін — епізод
- Т. Виноградова — епізод
- О. Воробєй — епізод
- Іван Герасевич — епізод
- А. Гончарик — епізод
- В. Гончарик — епізод
- А. Гречинський — епізод
- Вітольд Гречинський — епізод
- Володимир Грицевський — епізод
- Анатолій Гур'єв — начальник штабу
- З. Гутєєва — епізод
- Леонід Грівенєв — Тіма
- Валентина Деменкова — епізод
- Дмитро Діджіокас — епізод
- Валерій Дмитроченко — епізод
- Андрій Душечкін — 'військовополонений
- Микола Ємельянов — епізод
- В. Єрмаков — епізод
- Олександр Жданович — епізод
- Нінель Жуковська — епізод
- Юрій Іванов — епізод
- Б. Іващенко — епізод
- В. Касперовський — епізод
- А. Китаєв — епізод
- Володимир Кисель — епізод
- Сергій Кравченко — епізод
- Сергій Куріленко — епізод
- Олександр Курлович — епізод
- Олександр Леонов — епізод
- В. Леонович — епізод
- Олександр Лобанок — епізод
- Олександр Луценко — епізод
- Дмитро Мазуро — епізод
- Олександр Марцинюк — епізод
- Тамара Муженко — епізод
- Зінаїда Пасютіна — Параска
- Володимир Пєстунов — епізод
- Михайло Петров — епізод
- І. Пехтєлєв — епізод
- Анатолій Подшивалов — епізод
- Валерій Порошин — епізод
- А. Рахунок — епізод
- М. Ревяко — епізод
- М. Риль — епізод
- Ніна Розанцева — епізод
- Г. Романова — епізод
- І. Романова — епізод
- П. Романов — епізод
- Аполлонія Роттер — епізод
- С. Рудченко — епізод
- Віктор Рибчинський — епізод
- Дмитро Сахно — епізод
- Олександр Середа — епізод
- Зінаїда Скачковська — епізод
- Володимир Станкевич — епізод
- Стефанія Станюта — епізод
- Юлія Суслова — епізод
- В. Токть — епізод
- Михайло Федоровський — лікар
- Ю. Федотов — епізод
- Халіма Хазієва — епізод
- І. Ханевич — епізод
- Анатолій Чарноцький — епізод
- Юрій Шульга — Іван Хохлов, чоловік Палагеї
- Валерій Шушкевич — секретар райкому
- В. Щербань — епізод
- Олександр Яковлєв — епізод
- Дмитро Геллер — епізод
- Дмитро Гольдман — епізод
- Карина Кучерява — епізод
- Вадим Липницький — син Палагеї Хохлової
- Родіон Нікулін — епізод
- Інокентій Січкар — син Анни Карпілової

## Знімальна група
- Режисер — Ігор Добролюбов
- Сценарист — Іван Чигринов
- Оператор — Олександр Рудь
- Композитор — Володимир Кондрусевич
- Художник — Алім Матвейчук